# Hypobathrum frutescens
Hypobathrum frutescens är en måreväxtart som beskrevs av Carl Ludwig von Blume. Hypobathrum frutescens ingår i släktet Hypobathrum och familjen måreväxter.
Artens utbredningsområde är Java. Inga underarter finns listade i Catalogue of Life.